# Damen Fast Crew Supplier 2008
Der Fast Crew Supplier 2008 ist ein Schiffstyp der niederländischen Werft Damen Shipyards Gorinchem. Er basiert auf dem etwas größeren Damen Fast Crew Supplier 2610.

## Beschreibung
Die Schiffe sind für den schnellen Transfer von Personal für den Bau bzw. die Instandhaltung von Offshorebauwerken wie z. B. Offshore-Windparks bzw. Bauwerke der Offshore-Öl- und Gasindustrie konzipiert. Sie sind aus Aluminium gefertigt. Der Rumpf ist als Katamaran konzipiert. Er basiert auf dem „Sea Axe“-Konzept der Bauwerft.
Der Antrieb der Schiffe erfolgt durch zwei Viertakt-Achtzylinder-Dieselmotoren des Herstellers MTU (Typ: 8V2000 M72) mit jeweils 720 kW Leistung, die über Getriebe auf je einen Festpropeller wirken. Die von den Schiffen zu erreichende Höchstgeschwindigkeit ist mit 25 kn angegeben. Die Reichweite der Schiffe beträgt mindestens 700 Seemeilen. Für die Stromversorgung stehen zwei Caterpillar-Generatorsätze (Typ: C2.2T) mit jeweils 22,5 kW Leistung (28,1 kVA Scheinleistung) zur Verfügung.
Vor und hinter dem Deckshaus befinden sich offene Deckbereiche. Die offene Deckfläche beträgt 50 m² (30 m² vor und 20 m² hinter dem Deckshaus). Das Deck kann mit 1,5 t/m² belastet werden. Maximal können an Deck jeweils 4 t Last geladen werden. Das Deck kann mit Containerbeschlägen versehen werden, so dass vor und hinter dem Deckshaus jeweils ein 10-Fuß-Container Platz findet. Auf der Steuerbordseite ist im Vorschiffsbereich ein hydraulisch betriebener Kran verbaut, mit dem Lasten bewegt werden können.
Im Bugbereich befindet sich eine etwas über dem Hauptdeck liegende Plattform, über die Personal auf Offshore-Bauwerke umsteigen kann. Für das Anfahren von Offshore-Bauwerken ist der gesamte Bugbereich im Bereich der Plattform mit Gummifendern versehen.
Die Schiffe werden von einer vierköpfigen Besatzung gefahren. Im Deckshaus sind auf dem Hauptdeck zwölf Sitzplätze für zu befördernde Personen vorhanden. Außerdem befindet sich hier eine Kabine für zwei Personen. Es kann auch ein Umkleideraum für Arbeiter eingerichtet werden.

## Schiffe (Auszug)
| Damen Fast Crew Supplier 2008 | Damen Fast Crew Supplier 2008 | Damen Fast Crew Supplier 2008 | Damen Fast Crew Supplier 2008 | Damen Fast Crew Supplier 2008 |
| Bauname                       | Baunummer                     | IMO-Nummer                    | Ablieferung                   | Auftraggeber                  |
| ----------------------------- | ----------------------------- | ----------------------------- | ----------------------------- | ----------------------------- |
| Offshore Waddenzee            | 532602                        | 9755828                       | August 2014                   | Acta Marine Wind Services     |
| Susie S                       | 532603                        |                               | Juni 2014                     | WindWave Workboats            |